# HeJoe Schenkelberg
Hermann-Josef „HeJoe“ Schenkelberg (* 4. Juli 1956 in Gelsenkirchen) ist ein deutscher Musiker, Akkordeonist, Pianist und Komponist.

## Werdegang

### Die frühen Jahre
Seine ersten Lebensjahre verbrachte Hermann-Josef Schenkelberg in Gelsenkirchen. Mit sieben Jahren erfolgte ein Umzug nach Heinsberg. Schon als Kind erlernte er das Klavierspiel. Mit der Zeit machte er seine ersten Erfahrungen des Interpretierens und Improvisierens in Richtung Pop und Blues. Es folgten zaghafte, aber mutige Versuche, mit Freunden im Keller des Elternhauses so etwas wie eine Band zu kreieren, improvisiert mit alten Trommeln, Radiolautsprechern und einer Wurlitzer-Heimorgel. Später verlagerte sich das gemeinsame Musizieren in das Lager eines Heinsberger Möbelhauses, wo auch sein jüngster Bruder Bernd mitwirkte. Es folgte die Gründung der Heinsberger Rockband Orange Pecoe und später schloss sich Schenkelberg mit seinem Bruder der Band Ottenfeld an. Seine musikalischen Vorbilder zu dieser Zeit waren u. a. Jerry Lee Lewis, Jean-Jacques Kravetz, Thijs van Leer, Champion Jack Dupree, Brian Auger.
Trotz erfolgreicher Auftritte wurde ihm klar, dass er sich in der Rockmusik nicht weiterentwickeln konnte und so verkaufte er all seine Instrumente und Schallplatten, um in anderen Gefilden Neues zu erkunden. Er nahm sich eine Auszeit im belgischen Gent und wenig später erblickte er bei einem Besuch des Centre Pompidou in Paris eine Akkordeonistin, die ihn mit ihren Chansons und Musettes so sehr beeindruckte, dass er wenig später in Köln selbst ein kleines Akkordeon erwarb. Inspiriert durch sein großes Vorbild Lydie Auvray entwickelte er sein Akkordeonspiel kontinuierlich durch Learning by Doing und im Zusammenspiel mit dem Klavier und Keyboard. Seine erste Reise außerhalb Europas führte ihn nach New York und Washington. Danach folgten einige Jahre, in denen er sich der Europäischen Kooperative Longo maï anschloss und in der Provence und Österreich vielschichtige Erfahrungen mit Musikern aus der ganzen Welt sammeln konnte.

### Erste Projekte und CD
Mit 26 verschlug es Schenkelberg nach Aachen, wo er ein Architekturstudium absolvierte. Danach arbeitete er einige Jahre als Architekt. Auch während dieser Zeit machte er weiter Musik und erkannte, dass dies seine wirkliche Leidenschaft war, und so wurde dies endgültig der Schwerpunkt in seinem Leben.
Mit seinem zweiten Bruder Georg und einem Akkordeonisten aus Köln gründete er das Trio Sacco, Pacco & Vanzetti. Später entwickelten sich die Rock- und Bluesprojekte The Brave und The Vaudeville Spirits und zusammen mit dem Singer-Songwriter Eric Twain entstanden kleinere Akustik-Projekte wie Escapade, Tri-ooh und Phizzog, die in der regionalen Szene für Aufmerksamkeit sorgten.
Dann lernte er den Aachener Autor und Schriftsteller Carsten Berg kennen, den er musikalisch bei dessen Lesungen begleitete. 2000 gründeten die beiden das Duo SilbenTasten und im gleichen Jahr erschien die CD Alles wird gut!.

### Beginn der Solo-Karriere
Nachdem sich die Auftritte Schenkelbergs als Solokünstler häuften, fasste er 2004 den Entschluss und meldete sich offiziell beim Finanzamt und der Künstlersozialkasse als freischaffender Musiker und Komponist an.
2005 veröffentlichte er seine erste selbst komponierte Album-CD Silver auf dem Münsteraner Label Fantast Records.
Es folgten die ersten deutschlandweiten Auftritte mit seinem Solo-Programm und Schenkelberg wurde mit seinem Akkordeon zu Vernissagen u. a. in Berlin, Köln und Frankfurt/Oder eingeladen. Auch auf Geburtstagen, kleinen Festen, Hochzeiten und sogar Beerdigungen sorgte er mit seiner Musik für schöne Atmosphären.
Zwischendurch unternahm Schenkelberg Reisen nach Trinidad und Tobago und Buenos Aires, wo er weitere wertvolle Erfahrungen machen konnte und erstmals ein Bandoneon ausprobieren durfte. Auch wirkte er immer wieder auf Touren in Belgien und Deutschland als Keyboarder bei der Band The Bollock Brothers mit und spielte 2009 deren Album-CD The Last Will And Testament mit ein.
2013 kam es dann zur Veröffentlichung der zweiten Solo-CD Out of Paris, wiederum ausschließlich mit eigenen Kompositionen. Das Album wurde mit dem 1. Preis in der Sonderkategorie „Beste Filmmusik“ beim Deutschen Rock & Pop Preis 2013 des DRMV in Ludwigshafen ausgezeichnet sowie mit dem 2. Preis für „Bestes Arrangement“.
2015 erschien das dritte Album Ambiances, das den 3. Preis für „Bestes Arrangement“ beim Deutschen Rock & Pop Preis 2015 in Siegen gewann.
Es folgten Solo-Konzerte, regelmäßige Live-Soiréen mit wechselnden musikalischen Gästen im Aachener Jakobshof und später im Franz, eine Lesetour mit Hermann-Josef Schüren und seinem Niederrhein-Roman Falsche Väter, Engagements beim Ökumenischen Kirchentag in der Messehalle München und später bei den Katholikentagen in Regensburg (2014) und Leipzig (2016), ein Solo-Auftritt beim Kimiko-Festival am Ludwig Forum Aachen sowie ein Gastspiel auf dem Akkordeon-Festival in Marburg (2016).
Sein viertes Album Poet der Klänge sollte ursprünglich erst 2021 erscheinen. Aufgrund des 2. Lockdowns während der COVID-19-Pandemie in Deutschland nutzte Schenkelberg die Zeit, in der er keine Auftritte durchführen durfte, und veröffentlichte das Album bereits im Dezember 2020.
Des Weiteren wirkte Schenkelberg bei verschiedenen Theater-, Film- und Videoprojekten mit und begleitete weitere Autoren auf ihren Lesungen und Buchvorstellungen.

## Diskografie

### Alben
Solo
- 2005: Silver
- 2013: Out of Paris
- 2015: Ambiances
- 2020: Poet der Klänge

Duo SilbenTasten
- 2000: Alles wird gut!

Mit den Bollock Brothers
- 2009: The Last Will and Testament